# 25/8
25/8 è un brano musicale della cantante R&B statunitense Mary J. Blige, primo singolo estratto dal suo decimo album My Life II... The Journey Continues (Act 1). Il singolo non è riuscito a raggiungere il successo, entrando solo nella classifica R&B di Billboard.

## Esibizioni Live
La Blige si è esibita sulle note della canzone nei programmi televisivi statunitensi Good Morning America il 2 settembre 2011 e Dancing with the stars (versione statunitense del nostrano Ballando con le stelle) il 4 ottobre 2011.

## Ricezione della critica
Caryn Ganz da Rolling Stone ha assegnato alla canzone 3 stelle su 5 paragonandola a 1+1 di Beyoncé.

## Video
Il video della canzone (diretto da Diane Martel) è stato girato a settembre 2011 ed è stato premierato il 28 ottobre 2011.

## Classifiche
| Classifica (2010) | Posizione massima |
| ----------------- | ----------------- |
| Stati Uniti (R&B) | 35                |

## Date di pubblicazione
| Paese       | Data              | Formato                | Etichetta                 |
| ----------- | ----------------- | ---------------------- | ------------------------- |
| Stati Uniti | 1º settembre 2011 | Digital download       | Matriarch, Geffen Records |
| Stati Uniti | 26 settembre 2011 | Radio urban            | Matriarch, Geffen Records |
| Stati Uniti | 27 settembre 2011 | Urban Adult radio      | Matriarch, Geffen Records |
| Australia   | October 4, 2011   | Contemporary Hit Radio | Geffen Records            |
| Regno Unito | November 20, 2011 | Digital download       | Geffen Records, Polydor   |